# Michael Turtur
Michael Colin Turtur (Adelaide, 2 luglio 1958) è un ex pistard australiano.
Ha vinto una medaglia d'oro olimpica nel ciclismo su pista alle Olimpiadi 1984 svoltesi a Los Angeles, in particolare nella gara di inseguimento a squadre, insieme a Michael Grenda, Kevin Nichols e Dean Woods.